# Copa Perú 2000
La Copa Perú 2000 fue la edición número 28 en la historia de la competición y se disputó entre los meses de febrero y diciembre. El torneo otorgó un cupo al torneo de Primera División y finalizó el 18 de diciembre tras disputarse el partido de vuelta de la final que consagró como campeón al Estudiantes de Medicina. Con el título obtenido este club lograría el ascenso al Campeonato Descentralizado 2001.

## Etapa Regional
A esta fase clasificaron un equipo de cada departamento del Perú desde la llamada "Etapa Departamental", a excepción del Departamento de Lima que tuvo dos clasificados: Juventud Chacarilla de la Provincia de Lima y Aurora Chancayllo representando al resto de provincias de ese departamento. A estos se une el descendido del Campeonato Descentralizado 1999: IMI FC.
Todos los equipos están divididos en 8 grupos por cercanía geográfica; cada equipo campeón clasificará a la Etapa Nacional. De estos 8 equipos Campeones jugarán por cercanía geográfica partidos de knock-out (KO) de local y visita. El ganador de la Final asciende a Primera División 2001.

### Región I
| Departamento | Club                   | Ciudad             |
| ------------ | ---------------------- | ------------------ |
| Amazonas     | Deportivo Sachapuyos   | Chachapoyas        |
| Lambayeque   | Deportivo Pomalca      | Pomalca            |
| Piura        | Atlético Grau          | Piura              |
| Piura        | IMI FC (Descend. 1999) | Talara             |
| Tumbes       | Sport Pampas           | Pampas de Hospital |

#### Grupo A
| \| Jor. \| Ciudad \| Local \| Score \| Visitante \| \| ---- \| ------------------ \| ---------------------------------- \| ----- \| ---------------------------------- \| \| 1 \| Talara \| IMI FC \| 1-0 \| Atlético Grau \| \| 2 \| Pampas de Hospital \| Sport Pampas de Pampas de Hospital \| 0-0 \| IMI FC \| \| 3 \| Piura \| Atlético Grau \| 4-2 \| Sport Pampas de Pampas de Hospital \| \| 4 \| Piura \| Atlético Grau \| 3-2 \| IMI FC \| \| 5 \| Talara \| IMI FC \| 1-2 \| Sport Pampas de Pampas de Hospital \| \| 6 \| Pampas de Hospital \| Sport Pampas de Pampas de Hospital \| 1-1 \| Atlético Grau \| |                    |                                    |       |                                    |
| Jor. | Ciudad             | Local                              | Score | Visitante                          |
| 1 | Talara             | IMI FC                             | 1-0   | Atlético Grau                      |
| 2 | Pampas de Hospital | Sport Pampas de Pampas de Hospital | 0-0   | IMI FC                             |
| 3 | Piura              | Atlético Grau                      | 4-2   | Sport Pampas de Pampas de Hospital |
| 4 | Piura              | Atlético Grau                      | 3-2   | IMI FC                             |
| 5 | Talara             | IMI FC                             | 1-2   | Sport Pampas de Pampas de Hospital |
| 6 | Pampas de Hospital | Sport Pampas de Pampas de Hospital | 1-1   | Atlético Grau                      |

| Equipo        | PJ | PG | PE | PP | GF | GC | DG | Pts |
| ------------- | -- | -- | -- | -- | -- | -- | -- | --- |
| Atlético Grau | 4  | 2  | 1  | 1  | 8  | 6  | +2 | 7   |
| Sport Pampas  | 4  | 1  | 2  | 1  | 5  | 6  | -1 | 5   |
| IMI           | 4  | 1  | 1  | 2  | 4  | 5  | -1 | 4   |

#### Grupo B
| \| Jor. \| Ciudad \| Local \| Score \| Visitante \| \| ---- \| ----------- \| ----------------------------------- \| ----- \| ----------------------------------- \| \| 1 \| Pomalca \| Deportivo Pomalca de Pomalca \| 2-2 \| Deportivo Sachapuyos de Chachapoyas \| \| 2 \| Chachapoyas \| Deportivo Sachapuyos de Chachapoyas \| 1-3 \| Deportivo Pomalca de Pomalca \| |             |                                     |       |                                     |
| Jor. | Ciudad      | Local                               | Score | Visitante                           |
| 1 | Pomalca     | Deportivo Pomalca de Pomalca        | 2-2   | Deportivo Sachapuyos de Chachapoyas |
| 2 | Chachapoyas | Deportivo Sachapuyos de Chachapoyas | 1-3   | Deportivo Pomalca de Pomalca        |

| Local ida         | Resultado | Local vuelta         | Ida   | Vuelta |
| ----------------- | --------- | -------------------- | ----- | ------ |
| Deportivo Pomalca | 5 - 3     | Deportivo Sachapuyos | 2 - 2 | 3 - 1  |

#### Final regional
| \| Jor. \| Ciudad \| Local \| Score \| Visitante \| \| ---- \| ----------- \| ---------------------------- \| ----------- \| ---------------------------- \| \| 1 \| Piura \| Atlético Grau \| 1-2 \| Deportivo Pomalca de Pomalca \| \| 2 \| Pomalca \| Deportivo Pomalca de Pomalca \| 0-1 \| Atlético Grau \| \| 3 \| Chachapoyas \| Atlético Grau \| 0(5p)-0(4p) \| Deportivo Pomalca de Pomalca \| |             |                              |             |                              |
| Jor. | Ciudad      | Local                        | Score       | Visitante                    |
| 1 | Piura       | Atlético Grau                | 1-2         | Deportivo Pomalca de Pomalca |
| 2 | Pomalca     | Deportivo Pomalca de Pomalca | 0-1         | Atlético Grau                |
| 3 | Chachapoyas | Atlético Grau                | 0(5p)-0(4p) | Deportivo Pomalca de Pomalca |

| Local ida     | Resultado | Local vuelta      | Ida   | Vuelta |
| ------------- | --------- | ----------------- | ----- | ------ |
| Atlético Grau | 2 - 2     | Deportivo Pomalca | 1 - 2 | 1 - 0  |

Partido extra
|               | Resultado    |                   |
| ------------- | ------------ | ----------------- |
| Atlético Grau | 0 - 0 5-4(p) | Deportivo Pomalca |

### Región II
| Departamento | Club               | Ciudad   |
| ------------ | ------------------ | -------- |
| Ancash       | Sport Áncash       | Huaraz   |
| Cajamarca    | Lira Jesuense      | Jesús    |
| La Libertad  | Carlos A. Mannucci | Trujillo |

| \| Jor. \| Ciudad \| Local \| Score \| Visitante \| \| ---- \| -------- \| ---------------------- \| ----- \| ---------------------- \| \| 1 \| Huaraz \| Sport Áncash \| 1-0 \| Carlos A. Mannucci \| \| 2 \| Jesús \| Lira Jesuense de Jesús \| 0-1* \| Sport Áncash \| \| 3 \| Trujillo \| Carlos A. Mannucci \| 1-2 \| Lira Jesuense de Jesús \| \| 4 \| Trujillo \| Carlos A. Mannucci \| 3-2 \| Sport Áncash \| \| 5 \| Huaraz \| Sport Áncash \| 2-0 \| Lira Jesuense de Jesús \| \| 6 \| Jesús \| Lira Jesuense de Jesús \| 6-2 \| Carlos A. Mannucci \| \| PO \| Trujillo \| Sport Áncash \| 2-1 \| Lira Jesuense de Jesús \| |          |                        |       |                        |
| Jor. | Ciudad   | Local                  | Score | Visitante              |
| 1 | Huaraz   | Sport Áncash           | 1-0   | Carlos A. Mannucci     |
| 2 | Jesús    | Lira Jesuense de Jesús | 0-1*  | Sport Áncash           |
| 3 | Trujillo | Carlos A. Mannucci     | 1-2   | Lira Jesuense de Jesús |
| 4 | Trujillo | Carlos A. Mannucci     | 3-2   | Sport Áncash           |
| 5 | Huaraz   | Sport Áncash           | 2-0   | Lira Jesuense de Jesús |
| 6 | Jesús    | Lira Jesuense de Jesús | 6-2   | Carlos A. Mannucci     |
| PO | Trujillo | Sport Áncash           | 2-1   | Lira Jesuense de Jesús |

| Equipo             | PJ | PG | PE | PP | GF | GC | DG | Pts |
| ------------------ | -- | -- | -- | -- | -- | -- | -- | --- |
| Sport Áncash       | 4  | 3  | 0  | 1  | 6  | 3  | +3 | 6*  |
| Lira Jesuense      | 4  | 2  | 0  | 2  | 8  | 6  | +2 | 6   |
| Carlos A. Mannucci | 4  | 1  | 0  | 3  | 6  | 11 | -5 | 3   |

Nota: El Sport Áncash Perdió los 3 Puntos, pero el gol se mantuvo.
Partido extra
|              | Resultado |               |
| ------------ | --------- | ------------- |
| Sport Áncash | 2 - 1     | Lira Jesuense |

### Región III
| Departamento | Club                                        | Ciudad   |
| ------------ | ------------------------------------------- | -------- |
| Loreto       | Universidad Nacional de la Amazonía Peruana | Iquitos  |
| San Martín   | Power Maíz                                  | Picota   |
| Ucayali      | Deportivo San Juan                          | Pucallpa |

| \| Jor. \| Ciudad \| Local \| Score \| Visitante \| \| ---- \| -------- \| ------------------------------ \| ----- \| ------------------------------ \| \| 1 \| Picota \| Power Maíz de Picota \| 2-0 \| UNAP de Iquitos \| \| 2 \| Pucallpa \| Deportivo San Juan de Pucallpa \| 4-1 \| UNAP de Iquitos \| \| 3 \| Picota \| Power Maíz de Picota \| 2-2 \| Deportivo San Juan de Pucallpa \| \| 4 \| Iquitos \| UNAP de Iquitos \| 1-1 \| Power Maíz de Picota \| \| 5 \| Iquitos \| UNAP de Iquitos \| 0-1 \| Deportivo San Juan de Pucallpa \| \| 6 \| Pucallpa \| Deportivo San Juan de Pucallpa \| 5-1 \| Power Maíz de Picota \| |          |                                |       |                                |
| Jor. | Ciudad   | Local                          | Score | Visitante                      |
| 1 | Picota   | Power Maíz de Picota           | 2-0   | UNAP de Iquitos                |
| 2 | Pucallpa | Deportivo San Juan de Pucallpa | 4-1   | UNAP de Iquitos                |
| 3 | Picota   | Power Maíz de Picota           | 2-2   | Deportivo San Juan de Pucallpa |
| 4 | Iquitos  | UNAP de Iquitos                | 1-1   | Power Maíz de Picota           |
| 5 | Iquitos  | UNAP de Iquitos                | 0-1   | Deportivo San Juan de Pucallpa |
| 6 | Pucallpa | Deportivo San Juan de Pucallpa | 5-1   | Power Maíz de Picota           |

| Equipo   | PJ | PG | PE | PP | GF | GC | DG | Pts |
| -------- | -- | -- | -- | -- | -- | -- | -- | --- |
| San Juan | 4  | 3  | 1  | 0  | 12 | 4  | +8 | 10  |
| El Maíz  | 4  | 1  | 2  | 1  | 6  | 8  | -2 | 5   |
| UNAP     | 4  | 0  | 1  | 3  | 2  | 8  | -6 | 1   |

### Región IV
| Departamento | Club                         | Ciudad  |
| ------------ | ---------------------------- | ------- |
| Callao       | Atlético Chalaco             | Callao  |
| Ica          | Estudiantes de Medicina      | Ica     |
| Lima         | Aurora Chancayllo            | Chancay |
| Lima         | Juventud Chacarilla de Otero | Lima    |

| \| Jor. \| Ciudad \| Local \| Score \| Visitante \| \| ---- \| ------- \| ---------------------------- \| ----- \| --------------------------- \| \| 1 \| Chancay \| Aurora Chancayllo de Chancay \| 6-2 \| Chacarilla de Otero de Lima \| \| 1 \| Ica \| Estudiantes de Medicina \| 1-0 \| Atlético Chalaco \| \| 2 \| Ica \| Estudiantes de Medicina \| 3-0 \| Aurora Chancayllo \| \| 2 \| Callao \| Atlético Chalaco \| 1-0 \| Chacarilla de Otero \| \| 3 \| Lima \| Chacarilla de Otero \| 4-4 \| Estudiantes de Medicina \| \| 3 \| Callao \| Atlético Chalaco \| 1-1 \| Aurora Chancayllo \| \| 4 \| Lima \| Chacarilla de Otero \| 2-3 \| Aurora Chancayllo \| \| 4 \| Callao \| Atlético Chalaco \| 0-1 \| Estudiantes de Medicina \| \| 5 \| Chancay \| Aurora Chancayllo \| 0-0 \| Estudiantes de Medicina \| \| 5 \| Lima \| Chacarilla de Otero de Lima \| 2-1 \| Atlético Chalaco \| \| 6 \| Ica \| Estudiantes de Medicina \| 0-0 \| Chacarilla de Otero de Lima \| \| 6 \| Chancay \| Aurora Chancayllo \| 1-0 \| Atlético Chalaco \| |         |                              |       |                             |
| Jor. | Ciudad  | Local                        | Score | Visitante                   |
| 1 | Chancay | Aurora Chancayllo de Chancay | 6-2   | Chacarilla de Otero de Lima |
| 1 | Ica     | Estudiantes de Medicina      | 1-0   | Atlético Chalaco            |
| 2 | Ica     | Estudiantes de Medicina      | 3-0   | Aurora Chancayllo           |
| 2 | Callao  | Atlético Chalaco             | 1-0   | Chacarilla de Otero         |
| 3 | Lima    | Chacarilla de Otero          | 4-4   | Estudiantes de Medicina     |
| 3 | Callao  | Atlético Chalaco             | 1-1   | Aurora Chancayllo           |
| 4 | Lima    | Chacarilla de Otero          | 2-3   | Aurora Chancayllo           |
| 4 | Callao  | Atlético Chalaco             | 0-1   | Estudiantes de Medicina     |
| 5 | Chancay | Aurora Chancayllo            | 0-0   | Estudiantes de Medicina     |
| 5 | Lima    | Chacarilla de Otero de Lima  | 2-1   | Atlético Chalaco            |
| 6 | Ica     | Estudiantes de Medicina      | 0-0   | Chacarilla de Otero de Lima |
| 6 | Chancay | Aurora Chancayllo            | 1-0   | Atlético Chalaco            |

| Equipo                  | PJ | PG | PE | PP | GF | GC | DG | Pts |
| ----------------------- | -- | -- | -- | -- | -- | -- | -- | --- |
| Estudiantes de Medicina | 6  | 3  | 3  | 0  | 9  | 4  | +5 | 12  |
| Aurora Chancayllo       | 6  | 3  | 2  | 1  | 11 | 8  | +3 | 11  |
| Juventud Chacarilla     | 6  | 1  | 2  | 3  | 10 | 15 | -5 | 5   |
| Atlético Chalaco        | 6  | 1  | 1  | 4  | 3  | 6  | -3 | 4   |

### Región V
| Departamento | Club                                        | Ciudad         |
| ------------ | ------------------------------------------- | -------------- |
| Huánuco      | León de Huánuco                             | Huánuco        |
| Junín        | Cultural Hidro                              | La Oroya       |
| Pasco        | Universidad Nacional Daniel Alcides Carrión | Cerro de Pasco |

| \| Jor. \| Ciudad \| Local \| Score \| Visitante \| \| ---- \| -------------- \| -------------------------- \| ----- \| -------------------------- \| \| 1 \| Cerro de Pasco \| UNDAC de Cerro de Pasco \| 0-0 \| Cultural Hidro de La Oroya \| \| 2 \| La Oroya \| Cultural Hidro de La Oroya \| 2-0 \| León de Huánuco \| \| 3 \| Huánuco \| León de Huánuco \| 6-2 \| UNDAC de Cerro de Pasco \| \| 4 \| La Oroya \| Cultural Hidro de La Oroya \| 2-0 \| UNDAC de Cerro de Pasco \| \| 5 \| Huánuco \| León de Huánuco \| 1-0 \| Cultural Hidro de La Oroya \| \| 6 \| Cerro de Pasco \| UNDAC de Cerro de Pasco \| 2-3 \| León de Huánuco \| |                |                            |       |                            |
| Jor. | Ciudad         | Local                      | Score | Visitante                  |
| 1 | Cerro de Pasco | UNDAC de Cerro de Pasco    | 0-0   | Cultural Hidro de La Oroya |
| 2 | La Oroya       | Cultural Hidro de La Oroya | 2-0   | León de Huánuco            |
| 3 | Huánuco        | León de Huánuco            | 6-2   | UNDAC de Cerro de Pasco    |
| 4 | La Oroya       | Cultural Hidro de La Oroya | 2-0   | UNDAC de Cerro de Pasco    |
| 5 | Huánuco        | León de Huánuco            | 1-0   | Cultural Hidro de La Oroya |
| 6 | Cerro de Pasco | UNDAC de Cerro de Pasco    | 2-3   | León de Huánuco            |

| Equipo          | PJ | PG | PE | PP | GF | GC | DG | Pts |
| --------------- | -- | -- | -- | -- | -- | -- | -- | --- |
| León de Huánuco | 4  | 3  | 0  | 1  | 10 | 6  | +4 | 9   |
| Cultural Hidro  | 4  | 2  | 1  | 1  | 4  | 1  | +3 | 7   |
| UNDAC           | 4  | 0  | 1  | 3  | 4  | 11 | -7 | 1   |

### Región VI
| Departamento | Club                | Ciudad      |
| ------------ | ------------------- | ----------- |
| Apurímac     | Kola Real           | Andahuaylas |
| Ayacucho     | Percy Berrocal      | Ayacucho    |
| Huancavelica | Deportivo Municipal | Acobamba    |

| \| Jor. \| Ciudad \| Local \| Score \| Visitante \| \| ---- \| ----------- \| ------------------------------- \| ----- \| ------------------------------- \| \| 1 \| Ayacucho \| Percy Berrocal de Ayacucho \| 1-1 \| Kola Real de Andahuaylas \| \| 2 \| Andahuaylas \| Kola Real de Andahuaylas \| 3-1 \| Deportivo Municipal de Acobamba \| \| 3 \| Ayacucho \| Percy Berrocal de Ayacucho \| 1-1 \| Deportivo Municipal de Acobamba \| \| 4 \| Andahuaylas \| Kola Real de Andahuaylas \| 4-1 \| Percy Berrocal de Ayacucho \| \| 5 \| Acobamba \| Deportivo Municipal de Acobamba \| 0-3 \| Kola Real de Andahuaylas \| \| 6 \| Acobamba \| Deportivo Municipal de Acobamba \| 0-0 \| Percy Berrocal de Ayacucho \| |             |                                 |       |                                 |
| Jor. | Ciudad      | Local                           | Score | Visitante                       |
| 1 | Ayacucho    | Percy Berrocal de Ayacucho      | 1-1   | Kola Real de Andahuaylas        |
| 2 | Andahuaylas | Kola Real de Andahuaylas        | 3-1   | Deportivo Municipal de Acobamba |
| 3 | Ayacucho    | Percy Berrocal de Ayacucho      | 1-1   | Deportivo Municipal de Acobamba |
| 4 | Andahuaylas | Kola Real de Andahuaylas        | 4-1   | Percy Berrocal de Ayacucho      |
| 5 | Acobamba    | Deportivo Municipal de Acobamba | 0-3   | Kola Real de Andahuaylas        |
| 6 | Acobamba    | Deportivo Municipal de Acobamba | 0-0   | Percy Berrocal de Ayacucho      |

| Equipo    | PJ | PG | PE | PP | GF | GC | DG | Pts |
| --------- | -- | -- | -- | -- | -- | -- | -- | --- |
| Kola Real | 4  | 3  | 1  | 0  | 11 | 3  | +8 | 10  |
| Berrocal  | 4  | 0  | 3  | 1  | 3  | 6  | -3 | 3   |
| Municipal | 4  | 0  | 2  | 2  | 2  | 7  | -5 | 2   |

### Región VII
| Departamento  | Club                | Ciudad           |
| ------------- | ------------------- | ---------------- |
| Cusco         | Deportivo Garcilaso | Cusco            |
| Madre de Dios | Hospital Santa Rosa | Puerto Maldonado |
| Puno          | Alfonso Ugarte      | Puno             |

| \| Jor. \| Ciudad \| Local \| Score \| Visitante \| \| ---- \| ---------------- \| --------------------------------------- \| ----- \| --------------------------------------- \| \| 1 \| Puerto Maldonado \| Hospital Santa Rosa de Puerto Maldonado \| 0-4 \| Deportivo Garcilaso \| \| 2 \| Cusco \| Deportivo Garcilaso \| 0-2 \| Alfonso Ugarte \| \| 3 \| Puno \| Alfonso Ugarte \| 6-0 \| Hospital Santa Rosa de Puerto Maldonado \| \| 4 \| Cusco \| Deportivo Garcilaso \| 8-0 \| Hospital Santa Rosa de Puerto Maldonado \| \| 5 \| Puno \| Alfonso Ugarte \| 0-1 \| Deportivo Garcilaso \| \| 6 \| Puerto Maldonado \| Hospital Santa Rosa de Puerto Maldonado \| 0-4 \| Alfonso Ugarte \| \| PO \| Puerto Maldonado \| Deportivo Garcilaso \| 1-0 \| Alfonso Ugarte \| |                  |                                         |       |                                         |
| Jor. | Ciudad           | Local                                   | Score | Visitante                               |
| 1 | Puerto Maldonado | Hospital Santa Rosa de Puerto Maldonado | 0-4   | Deportivo Garcilaso                     |
| 2 | Cusco            | Deportivo Garcilaso                     | 0-2   | Alfonso Ugarte                          |
| 3 | Puno             | Alfonso Ugarte                          | 6-0   | Hospital Santa Rosa de Puerto Maldonado |
| 4 | Cusco            | Deportivo Garcilaso                     | 8-0   | Hospital Santa Rosa de Puerto Maldonado |
| 5 | Puno             | Alfonso Ugarte                          | 0-1   | Deportivo Garcilaso                     |
| 6 | Puerto Maldonado | Hospital Santa Rosa de Puerto Maldonado | 0-4   | Alfonso Ugarte                          |
| PO | Puerto Maldonado | Deportivo Garcilaso                     | 1-0   | Alfonso Ugarte                          |

| Equipo              | PJ | PG | PE | PP | GF | GC | DG  | Pts |
| ------------------- | -- | -- | -- | -- | -- | -- | --- | --- |
| Deportivo Garcilaso | 4  | 3  | 0  | 1  | 13 | 2  | +11 | 9   |
| Alfonso Ugarte      | 4  | 3  | 0  | 1  | 12 | 1  | +11 | 9   |
| Hospital Santa Rosa | 4  | 0  | 0  | 4  | 0  | 22 | -22 | 0   |

Partido extra
|                     | Resultado |                |
| ------------------- | --------- | -------------- |
| Deportivo Garcilaso | 1 - 0     | Alfonso Ugarte |

### Región VIII
| Departamento | Club                 | Ciudad   |
| ------------ | -------------------- | -------- |
| Arequipa     | Atlético Universidad | Arequipa |
| Moquegua     | Defensor La Breña    | Moquegua |
| Tacna        | Coronel Bolognesi    | Tacna    |

| \| Jor. \| Ciudad \| Local \| Score \| Visitante \| \| ---- \| -------- \| ----------------------- \| ----------- \| ----------------------- \| \| 1 \| Tacna \| Coronel Bolognesi \| 2-2 \| Atlético Universidad \| \| 2 \| Moquegua \| AD La Breña de Moquegua \| 0-0 \| Atlético Universidad \| \| 3 \| Moquegua \| AD La Breña de Moquegua \| 0-4 \| Coronel Bolognesi \| \| 4 \| Arequipa \| Atlético Universidad \| 0-1 \| Coronel Bolognesi \| \| 5 \| Arequipa \| Atlético Universidad \| No se jugó* \| AD La Breña de Moquegua \| \| 6 \| Tacna \| Coronel Bolognesi \| 3-1 \| AD La Breña de Moquegua \| |          |                         |             |                         |
| Jor. | Ciudad   | Local                   | Score       | Visitante               |
| 1 | Tacna    | Coronel Bolognesi       | 2-2         | Atlético Universidad    |
| 2 | Moquegua | AD La Breña de Moquegua | 0-0         | Atlético Universidad    |
| 3 | Moquegua | AD La Breña de Moquegua | 0-4         | Coronel Bolognesi       |
| 4 | Arequipa | Atlético Universidad    | 0-1         | Coronel Bolognesi       |
| 5 | Arequipa | Atlético Universidad    | No se jugó* | AD La Breña de Moquegua |
| 6 | Tacna    | Coronel Bolognesi       | 3-1         | AD La Breña de Moquegua |

* Nota:No se jugó porque ambos equipos ya estaban eliminados
| Equipo               | PJ | PG | PE | PP | GF | GC | DG | Pts |
| -------------------- | -- | -- | -- | -- | -- | -- | -- | --- |
| Coronel Bolognesi    | 4  | 3  | 1  | 0  | 10 | 3  | +7 | 10  |
| Atlético Universidad | 3  | 0  | 2  | 1  | 2  | 3  | -1 | 2   |
| La Breña             | 3  | 0  | 1  | 2  | 1  | 7  | -6 | 1   |

## Etapa Nacional

### Cuartos de final
| Local ida           | Resultado global | Local vuelta            | Ida   | Vuelta |
| ------------------- | ---------------- | ----------------------- | ----- | ------ |
| Atlético Grau       | 1 - 3            | Sport Áncash            | 1 - 0 | 0 - 3  |
| Deportivo San Juan  | 2 - 5            | Estudiantes de Medicina | 2 - 2 | 0 - 3  |
| Kola Real           | 3 - 2            | León de Huánuco         | 3 - 1 | 0 - 1  |
| Deportivo Garcilaso | 2 - 2            | Coronel Bolognesi       | 2 - 1 | 0 - 1  |

Partidos extra
|                     | Resultado |                   |
| ------------------- | --------- | ----------------- |
| Atlético Grau       | 3 - 1     | Sport Áncash      |
| Kola Real           | 1 - 2     | León de Huánuco   |
| Deportivo Garcilaso | 1 - 2     | Coronel Bolognesi |

| \| Jor. \| Fecha \| Estadio \| Ciudad \| Local \| Score \| Visitante \| \| ---- \| ---------- \| --------------- \| ----------- \| --------------------------- \| ----- \| --------------------------- \| \| 1 \| 12-11-2000 \| Miguel Grau \| Piura \| Atlético Grau \| 1-0 \| Sport Áncash \| \| 1 \| 19-11-2000 \| Rosas Pampa \| Huaraz \| Sport Áncash \| 3-0 \| Atlético Grau \| \| 1 \| 22-11-2000 \| Nacional \| Lima \| Atlético Grau \| 3-1 \| Sport Áncash \| \| 2 \| 12-11-2000 \| Aliardo Soria \| Pucallpa \| Deportivo San Juan \| 2-2 \| Estudiantes de Medicina \| \| 2 \| 19-11-2000 \| Picasso Peratta \| Ica \| Estudiantes de Medicina \| 3-0 \| Deportivo San Juan \| \| 3 \| 12-11-2000 \| Los Chankas \| Andahuaylas \| Kola Real de Andahuaylas \| 3-1 \| León de Huánuco \| \| 3 \| 19-11-2000 \| Heraclio Tapia \| Huánuco \| León Huánuco \| 1-0 \| Kola Real de Andahuaylas \| \| 3 \| 22-11-2000 \| Nacional \| Lima \| León de Huánuco \| 2-1 \| Kola Real de Andahuaylas \| \| 4 \| 12-11-2000 \| Garcilaso \| Cusco \| Deportivo Garcilaso \| 2-1 \| Deportivo Coronel Bolognesi \| \| 4 \| 19-11-2000 \| Jorge Basadre \| Tacna \| Deportivo Coronel Bolognesi \| 1-0 \| Deportivo Garcilaso \| \| 4 \| 22-11-2000 \| Nacional \| Lima \| Deportivo Coronel Bolognesi \| 2-1 \| Deportivo Garcilaso \| |            |                 |             |                             |       |                             |
| Jor. | Fecha      | Estadio         | Ciudad      | Local                       | Score | Visitante                   |
| 1 | 12-11-2000 | Miguel Grau     | Piura       | Atlético Grau               | 1-0   | Sport Áncash                |
| 1 | 19-11-2000 | Rosas Pampa     | Huaraz      | Sport Áncash                | 3-0   | Atlético Grau               |
| 1 | 22-11-2000 | Nacional        | Lima        | Atlético Grau               | 3-1   | Sport Áncash                |
| 2 | 12-11-2000 | Aliardo Soria   | Pucallpa    | Deportivo San Juan          | 2-2   | Estudiantes de Medicina     |
| 2 | 19-11-2000 | Picasso Peratta | Ica         | Estudiantes de Medicina     | 3-0   | Deportivo San Juan          |
| 3 | 12-11-2000 | Los Chankas     | Andahuaylas | Kola Real de Andahuaylas    | 3-1   | León de Huánuco             |
| 3 | 19-11-2000 | Heraclio Tapia  | Huánuco     | León Huánuco                | 1-0   | Kola Real de Andahuaylas    |
| 3 | 22-11-2000 | Nacional        | Lima        | León de Huánuco             | 2-1   | Kola Real de Andahuaylas    |
| 4 | 12-11-2000 | Garcilaso       | Cusco       | Deportivo Garcilaso         | 2-1   | Deportivo Coronel Bolognesi |
| 4 | 19-11-2000 | Jorge Basadre   | Tacna       | Deportivo Coronel Bolognesi | 1-0   | Deportivo Garcilaso         |
| 4 | 22-11-2000 | Nacional        | Lima        | Deportivo Coronel Bolognesi | 2-1   | Deportivo Garcilaso         |

### Semifinal
| Local ida       | Resultado global | Local vuelta            | Ida   | Vuelta |
| --------------- | ---------------- | ----------------------- | ----- | ------ |
| Atlético Grau   | 2 - 4            | Estudiantes de Medicina | 2 - 3 | 0 - 1  |
| León de Huánuco | 0 - 14           | Coronel Bolognesi       | 0 - 5 | 0 - 9  |

| \| Jor. \| Fecha \| Estadio \| Ciudad \| Local \| Score \| Visitante \| \| ---- \| ---------- \| --------------- \| ------- \| ----------------------- \| ----- \| ----------------------- \| \| 1 \| 26-11-2000 \| Miguel Grau \| Piura \| Atlético Grau \| 2-3 \| Estudiantes de Medicina \| \| 1 \| 03-12-2000 \| Picasso Peratta \| Ica \| Estudiantes de Medicina \| 1-0 \| Atlético Grau \| \| 2 \| 26-11-2000 \| Heraclio Tapia \| Huánuco \| León de Huánuco \| 0-5 \| Coronel Bolognesi \| \| 2 \| 03-12-2000 \| Jorge Basadre \| Tacna \| Coronel Bolognesi \| 9-0 \| León de Huánuco \| |            |                 |         |                         |       |                         |
| Jor. | Fecha      | Estadio         | Ciudad  | Local                   | Score | Visitante               |
| 1 | 26-11-2000 | Miguel Grau     | Piura   | Atlético Grau           | 2-3   | Estudiantes de Medicina |
| 1 | 03-12-2000 | Picasso Peratta | Ica     | Estudiantes de Medicina | 1-0   | Atlético Grau           |
| 2 | 26-11-2000 | Heraclio Tapia  | Huánuco | León de Huánuco         | 0-5   | Coronel Bolognesi       |
| 2 | 03-12-2000 | Jorge Basadre   | Tacna   | Coronel Bolognesi       | 9-0   | León de Huánuco         |

### Final
| Local ida               | Resultado global | Local vuelta      | Ida   | Vuelta |
| ----------------------- | ---------------- | ----------------- | ----- | ------ |
| Estudiantes de Medicina | 2 - 0            | Coronel Bolognesi | 1 - 0 | 1 - 0  |

| \| Jor. \| Fecha \| Estadio \| Ciudad \| Local \| Score \| Visitante \| \| ---- \| ---------- \| --------------- \| ------ \| ----------------------- \| ----- \| ----------------------- \| \| 1 \| 10-12-2000 \| Picasso Peratta \| Ica \| Estudiantes de Medicina \| 1-0 \| Coronel Bolognesi \| \| 1 \| 17-12-2000 \| Jorge Basadre \| Tacna \| Coronel Bolognesi \| 0-1 \| Estudiantes de Medicina \| |            |                 |        |                         |       |                         |
| Jor. | Fecha      | Estadio         | Ciudad | Local                   | Score | Visitante               |
| 1 | 10-12-2000 | Picasso Peratta | Ica    | Estudiantes de Medicina | 1-0   | Coronel Bolognesi       |
| 1 | 17-12-2000 | Jorge Basadre   | Tacna  | Coronel Bolognesi       | 0-1   | Estudiantes de Medicina |

| Campeón                            |
| Estudiantes de Medicina 1.º título |